# Oreocereus
Oreocereus ist eine Pflanzengattung in der Familie der Kakteengewächse (Cactaceae). Der botanische Name leitet sich vom griechischen Substantiv oreo für „Berg“ ab und verweist auf das Verbreitungsgebiet der Pflanzen.

## Beschreibung
Die Arten der Gattung Oreocereus wachsen strauchig, verzweigen von der Basis nur spärlich und erreichen Wuchshöhen von 2 bis 3 Metern. Stämme werden nur selten ausgebildet. Die aufrechten, hängenden oder selten ausgesteckten zylindrischen Triebe sind zwischen den Rippen gekerbt oder warzig. Die Areolen haben oft lange weiße Haare und eine dichte Bedornung.
Die röhren- bis trichterförmigen, mehr oder weniger radiärsymmetrischen, orangen bis roten bis violetten Blüten entstehen in der Nähe der Triebspitze, oder manchmal aus dem endständigen Cephalium, und öffnen sich am Tag. Die Blütenröhre ist gerade bis etwas gebogen und manchmal seitlich zusammengedrückt. Die zahlreichen Areolen auf dem  Perikarpell und der Blütenröhre sind haarig. Die kugelförmigen bis länglichen Früchte enthalten breit ovale, matte oder glänzende schwarze Samen.

## Systematik und Verbreitung
Oreocereus ist in den Anden in Höhenlagen von über 3000 Metern, im Süden von Peru, im Norden von Chile, im Süden von Bolivien und im Norden von Argentinien verbreitet.
Alwin Berger stellte Oreocereus 1905 als Untergattung von Cereus (Cereus subg. Oreocereus) auf. Vincenzo Riccobono erhob die Untergattung dann 1909 in den Rang einer Gattung. Die Typusart der Gattung ist Oreocereus celsianus.

### Systematik nach N.Korotkova et al. (2021)
Die Gattung umfasst folgenden Arten:
- Oreocereus australis (F.Ritter) A.E.Hoffm.
- Oreocereus celsianus (Lem. ex Salm-Dyck) A.Berger ex Riccob.
- Oreocereus doelzianus (Backeb.) Borg
  - Oreocereus doelzianus subsp. calvus (Rauh & Backeb.) Mottram
  - Oreocereus doelzianus subsp. doelzianus
  - Oreocereus doelzianus subsp. sericatus (F.Ritter) Mottram
- Oreocereus fossulatus (Labour.) Backeb. = Oreocereus pseudofossulatus D.R.Hunt
- Oreocereus hempelianus (Gürke) D.R.Hunt
- Oreocereus hendriksenianus Backeb.
- Oreocereus leucotrichus (Phil.) Wagenkn.
- Oreocereus ritteri Cullmann
- Oreocereus tacnaensis F.Ritter
- Oreocereus trollii (Kupper) Backeb.
- Oreocereus varicolor Backeb.

Synonyme der Gattung sind Cereus subg. Oreocereus A.Berger (1905), Arequipa Britton & Rose (1922), Morawetzia Backeb. (1936), Arequipiopsis Kreuz. & Buining (1941) und Moraquipa Rüd.Baumgärtner (2012).

### Systematik nach Anderson/Eggli (2005)
Zur Gattung gehören die folgenden Arten:
- Oreocereus celsianus (Lem. in Salm-Dyck) Riccob.
- Oreocereus doelzianus (Backeb.) Borg
- Oreocereus hempelianus (Gürke) D.R.Hunt
- Oreocereus leucotrichus (Phil.) Wagenkn.
- Oreocereus pseudofossulatus D.R.Hunt
- Oreocereus ritteri Cullmann
- Oreocereus tacnaensis F.Ritter
- Oreocereus trollii (Kupper) Backeb.
- Oreocereus varicolor Backeb.

Synonyme der Gattung sind Cereus subg. Oreocereus A.Berger (1905),  Arequipa Britton & Rose (1922), Morawetzia Backeb. (1936) und Arequipiopsis Kreuz. & Buining (1941).

## Nachweise